# Blümer Werder
Der Blümer Werder ist eine schmale Flussinsel der Werra am Rande der Altstadt von Hann. Münden in Südniedersachsen. Der unter Denkmalschutz stehende Werder wird ausschließlich als Kleingartengelände mit Parzellen und Gartenhütten genutzt. Er ist nach der gegenüberliegenden historischen Vorstadt Blume benannt und liegt nahe dem Zusammenfluss von Werra und Fulda zur Weser.

## Beschreibung
Die Flussinsel hat eine Länge von etwa 850 Meter bei einer Breite von maximal 65 Meter. Sie liegt in der Talaue des Zusammenflusses von Fulda und Werra. Ursprünglich war dies eine Sumpflandschaft, in der sich durch Flussanschwemmungen erhöhte Stellen wie der Blümer Werder, der Doktorwerder, der Tanzwerder und der Eselwerder gebildet haben. Der Werder liegt an der B 80 zwischen dem Welfenschloss Münden und der historischen Vorstadt Blume. Zugänglich ist die Insel für Fußgänger über eine behelfsmäßige Pontonbrücke, die nur im Sommerhalbjahr vorhanden ist. Im Winter besteht kein Zugang, da die Insel wegen Hochwasser der Werra zeitweise überschwemmt werden kann bzw. die Brücke durch Eisgang oder Hochwasser beschädigt werden könnte.

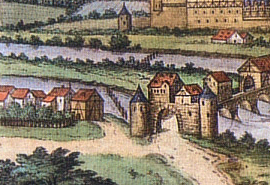
Darstellung des Blümer Werders (links) an der Alten Werrabrücke auf einem Kupferstich von Frans Hogenberg, 1584 (Ausschnitt)

Im Jahr 2011 gab es seitens der Stadt Hann. Münden Überlegungen, die Kleingartenhütten abzureißen, da sie im Hochwasserschutzgebiet liegen. 2014 gab die Stadt bekannt, einen Bebauungsplan für den vorhandenen Baubestand aufzustellen. Danach sollen die Hütten eine bestimmte Größe nicht überschreiten und es soll ein fünf Meter breiter Uferrandstreifen entstehen.

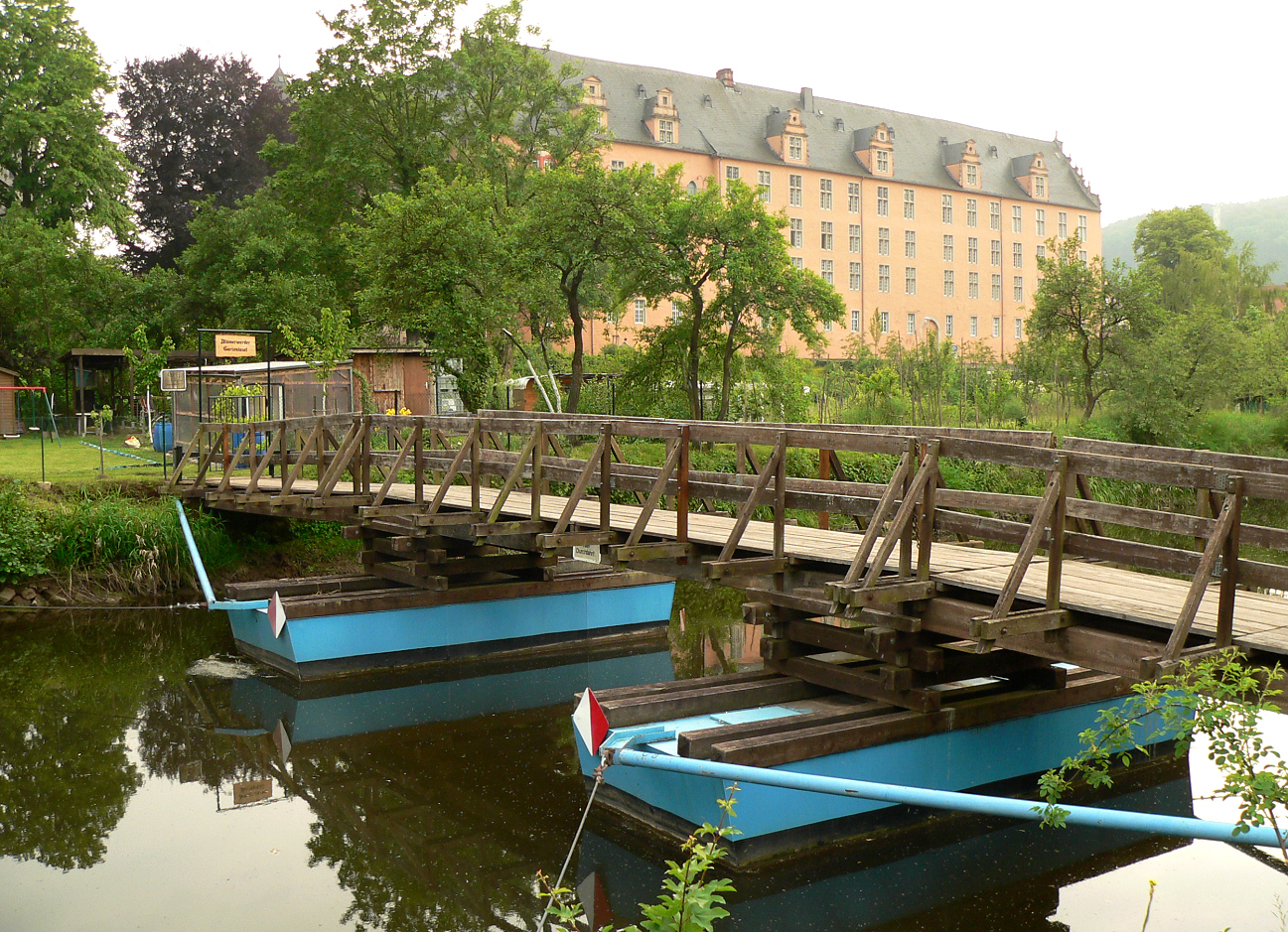
Die im Sommerhalbjahr bestehende Pontonbrücke ist der einzige Zugang zum Blümer Werder
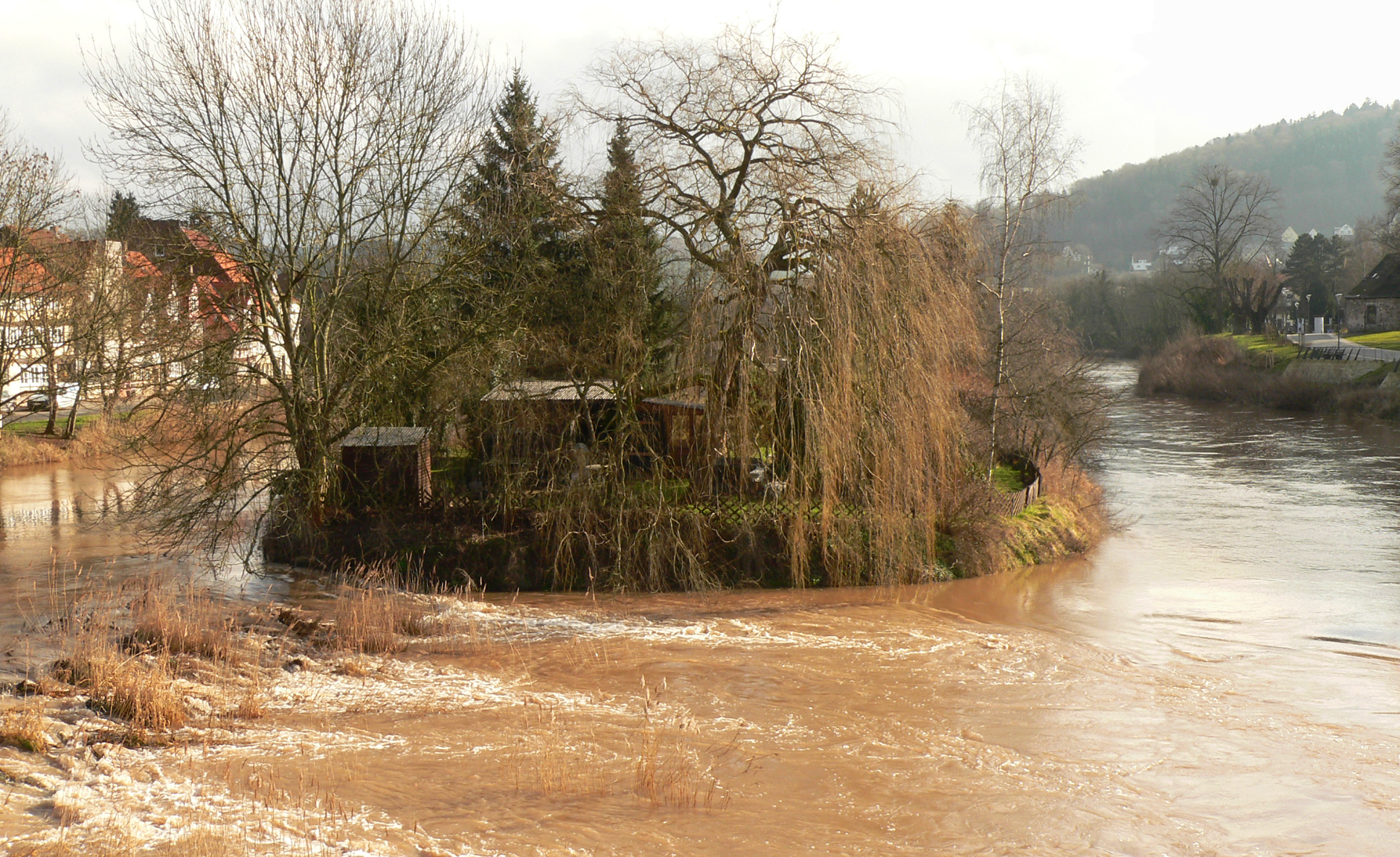
Westspitze des Werders nach dem Winter mit hohem Wasserstand der Werra
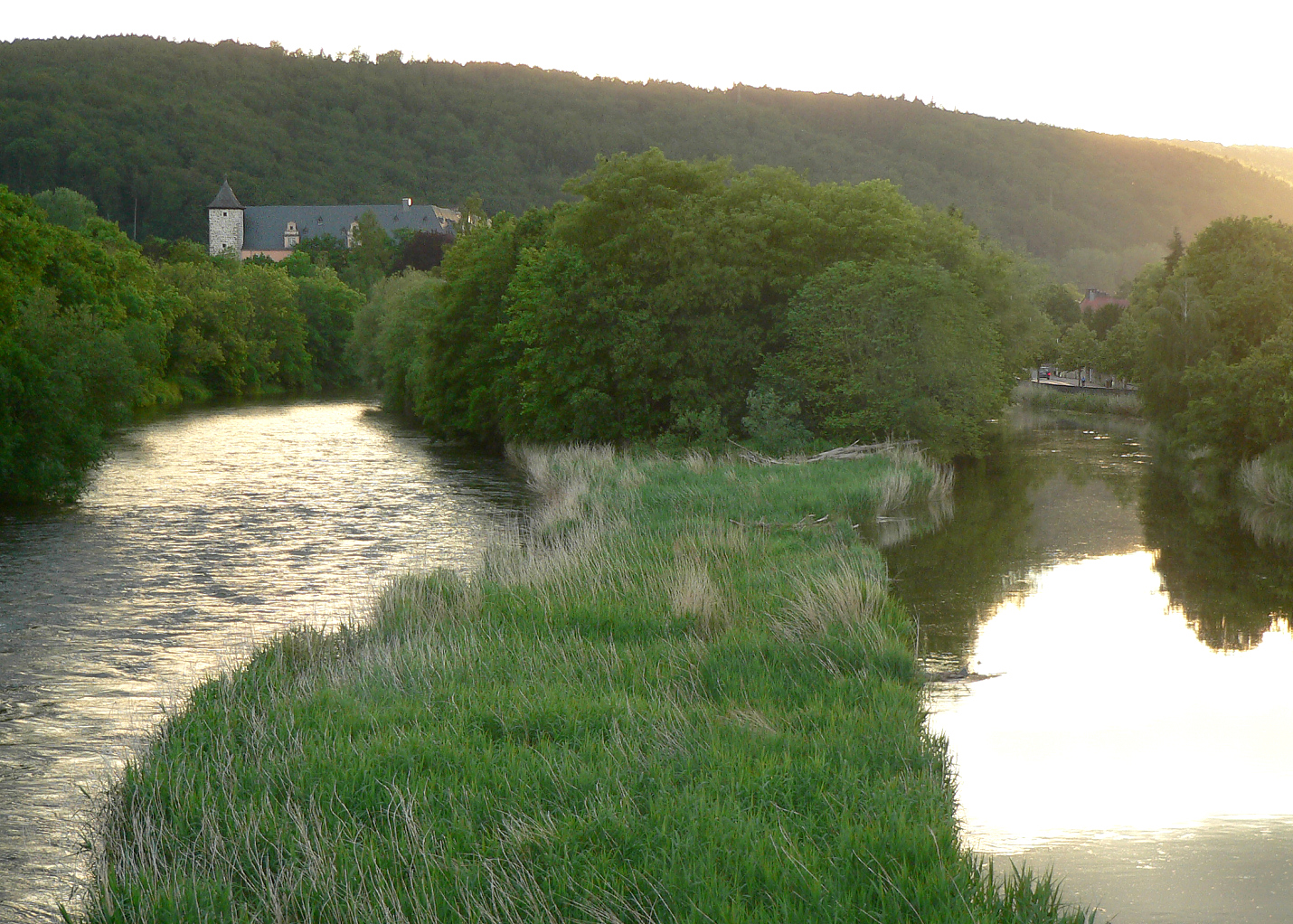
Ostspitze im Sommer mit Schilfbestand
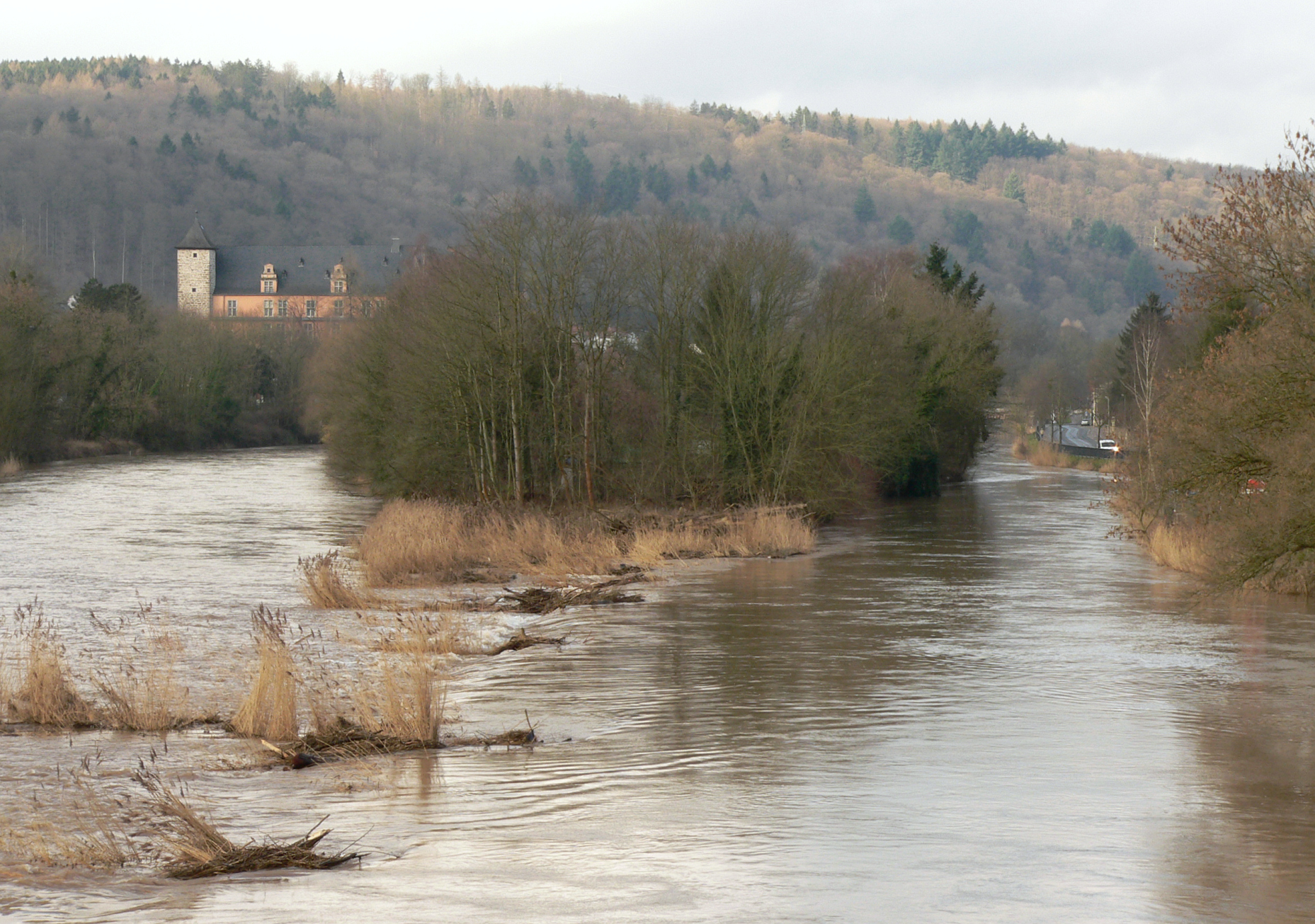
Ostspitze des Werders nach dem Winter mit hohem Wasserstand der Werra